# Listă de comune din raionul Orhei
Această listă conține comunele din raionul Orhei, Republica Moldova, cu satele din componența lor. Celulele gri indică localitățile consemnate ca „sat (comună)” în Legea privind organizarea administrativ-teritorială a Republicii Moldova.
| Comuna         | Satul de reședință | Sate componente    |
| -------------- | ------------------ | ------------------ |
| Berezlogi      | Berezlogi          | Berezlogi          |
| Berezlogi      | Berezlogi          | Hîjdieni           |
| Biești         | Biești             | Biești             |
| Biești         | Biești             | Cihoreni           |
| Biești         | Biești             | Slobozia-Hodorogea |
| —              | —                  | Bolohan            |
| —              | —                  | Brăviceni          |
| —              | —                  | Bulăiești          |
| Chiperceni     | Chiperceni         | Andreevca          |
| Chiperceni     | Chiperceni         | Chiperceni         |
| Chiperceni     | Chiperceni         | Voroteț            |
| Ciocîlteni     | Ciocîlteni         | Ciocîlteni         |
| Ciocîlteni     | Ciocîlteni         | Clișova Nouă       |
| Ciocîlteni     | Ciocîlteni         | Fedoreuca          |
| —              | —                  | Clișova            |
| Crihana        | Crihana            | Crihana            |
| Crihana        | Crihana            | Cucuruzenii de Sus |
| Crihana        | Crihana            | Sirota             |
| Cucuruzeni     | Cucuruzeni         | Cucuruzeni         |
| Cucuruzeni     | Cucuruzeni         | Ocnița-Răzeși      |
| Donici         | Donici             | Camencea           |
| Donici         | Donici             | Donici             |
| Donici         | Donici             | Pocșești           |
| Ghetlova       | Ghetlova           | Ghetlova           |
| Ghetlova       | Ghetlova           | Hulboaca           |
| Ghetlova       | Ghetlova           | Noroceni           |
| —              | —                  | Isacova            |
| Ivancea        | Ivancea            | Brănești           |
| Ivancea        | Ivancea            | Furceni            |
| Ivancea        | Ivancea            | Ivancea            |
| Jora de Mijloc | Jora de Mijloc     | Jora de Jos        |
| Jora de Mijloc | Jora de Mijloc     | Jora de Mijloc     |
| Jora de Mijloc | Jora de Mijloc     | Jora de Sus        |
| Jora de Mijloc | Jora de Mijloc     | Lopatna            |
| Mălăiești      | Mălăiești          | Mălăiești          |
| Mălăiești      | Mălăiești          | Tîrzieni           |
| —              | —                  | Mitoc              |
| Mîrzești       | Mîrzești           | Mîrzaci            |
| Mîrzești       | Mîrzești           | Mîrzești           |
| Morozeni       | Morozeni           | Breanova           |
| Morozeni       | Morozeni           | Morozeni           |
| —              | —                  | Neculăieuca        |
| Pelivan        | Pelivan            | Cișmea             |
| Pelivan        | Pelivan            | Pelivan            |
| —              | —                  | Peresecina         |
| Piatra         | Piatra             | Jeloboc            |
| Piatra         | Piatra             | Piatra             |
| —              | —                  | Podgoreni          |
| —              | —                  | Pohorniceni        |
| Pohrebeni      | Pohrebeni          | Izvoare            |
| Pohrebeni      | Pohrebeni          | Pohrebeni          |
| Pohrebeni      | Pohrebeni          | Șercani            |
| Puțintei       | Puțintei           | Dișcova            |
| Puțintei       | Puțintei           | Puțintei           |
| Puțintei       | Puțintei           | Vîprova            |
| —              | —                  | Sămănanca          |
| Seliște        | Seliște            | Lucășeuca          |
| Seliște        | Seliște            | Mana               |
| Seliște        | Seliște            | Seliște            |
| Step-Soci      | Step-Soci          | Budăi              |
| Step-Soci      | Step-Soci          | Step-Soci          |
| —              | —                  | Susleni            |
| —              | —                  | Teleșeu            |
| Trebujeni      | Trebujeni          | Butuceni           |
| Trebujeni      | Trebujeni          | Morovaia           |
| Trebujeni      | Trebujeni          | Trebujeni          |
| Vatici         | Vatici             | Curchi             |
| Vatici         | Vatici             | Tabăra             |
| Vatici         | Vatici             | Vatici             |
| —              | —                  | Vîșcăuți           |
| —              | —                  | Zahoreni           |
| Zorile         | Zorile             | Inculeț            |
| Zorile         | Zorile             | Ocnița-Țărani      |
| Zorile         | Zorile             | Zorile             |